# Rio Azul
Rio Azul este un oraș în Paraná (PR), Brazilia.